# Uwe Hassbecker

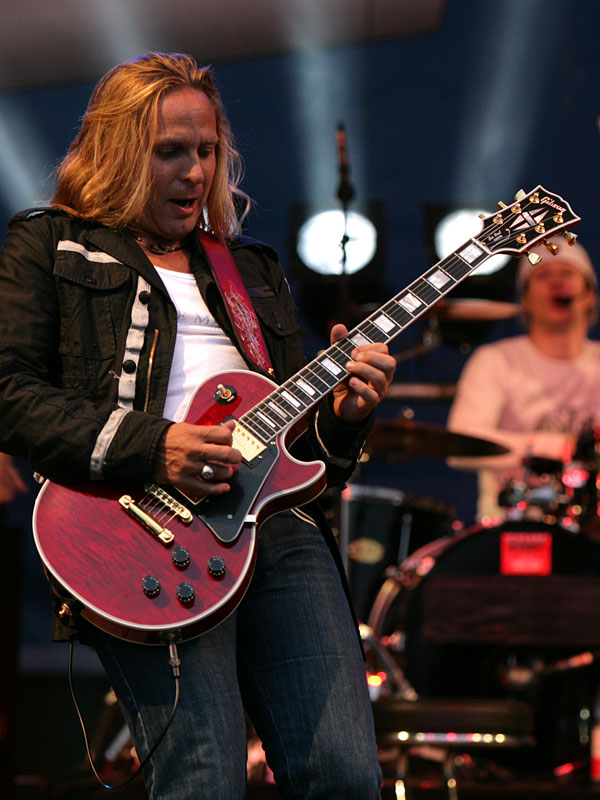
Uwe Hassbecker bei einem Auftritt mit Silly in Chemnitz 2007

Uwe Hassbecker (* 17. November 1960 in Leipzig, häufig auch Uwe Haßbecker geschrieben) ist ein deutscher Gitarrist sowie Studiomusiker und Musikproduzent. Seit Mitte 1986 ist er als Gitarrist und Geiger festes Mitglied der Rockband Silly.

## Leben
Uwe Hassbecker wuchs in Halle/Saale auf. Seine Mutter Eva Hassbecker (1932–1998) war Opernsängerin, sein Stiefvater ist der Komponist und Dirigent Thomas Müller. Sein leiblicher Vater war der Leiter der Dresdner Philharmonie und international bekannte Dirigent Professor Herbert Kegel. Eines seiner Halbgeschwister ist der Tenor Björn Casapietra. Hassbecker kam schon sehr früh zur Musik, hatte zuerst viele Jahre Geigenunterricht und lernte autodidaktisch Schlagzeug und schließlich Gitarre spielen. 1980 wurde Hassbecker Vater von Zwillingssöhnen. Seine musikalische Laufbahn brachte ihn bereits in jungen Jahren unter anderem von der Hallenser Klink-Formation zur Uschi-Brüning-Band und über die Modern Soul Band schließlich zu Stern Meißen, einer der erfolgreichsten Bands der DDR in den 1980er-Jahren.
1985 war Hassbecker einer der Gitarreros, einer Allstar-Band, die sich um die populärsten Gitarristen der DDR bildete. Auf dieser Tour lernte er auch die Frontfrau der Band Silly, Tamara Danz, kennen und lieben. Mitte des Jahres 1986 stieg er als Gitarrist bei Silly ein und wurde im Laufe der Zeit neben Tamara Danz und Rüdiger Barton zu einem der drei Hauptkomponisten der Band. Etwa ein halbes Jahr vor ihrem Tod am 22. Juli 1996 heirateten Tamara Danz und er.
1998 wurde Hassbecker Vater eines dritten Sohnes Leonard; Mutter ist die Schauspielerin Cathrin Vaessen. Leonard Vaessen ist ebenfalls Musiker.
Zusammen mit Rüdiger „Ritchie“ Barton betreibt er das Danzmusik-Studio am Stadtrand von Berlin und spielt neben Silly unter anderem in der Band von Joachim Witt. Hassbecker machte sich vor allem als Studiomusiker und Musikproduzent einen Namen, unter anderem auch für Joachim Witt. Er arbeitet regelmäßig mit dem VALICON-Producerforum (Ingo Politz, Bernd Wendtland, Brix) zusammen und sein filigranes Gitarrenspiel ist auf zahlreichen nationalen und internationalen Produktionen zu hören, zum Beispiel auf dem Album des DSDS-Gewinners 2008, Thomas Godoj. Hassbecker begleitete Nik Page als Gitarrist auf seiner Tiefenrausch-Tour 2005. Dort agierte er gemeinsam mit Dara Pain, Herrn Petereit, Jäcki Reznicek, Ritchie Barton, Karsten Klick und Joachim Witt.
Im Herbst 2005 wurde Silly wieder aktiv, und Uwe Hassbecker tourte mit Silly + Gästen (unter anderem Katy Karrenbauer, Anna Loos, Anja Krabbe, Toni Krahl und IC Falkenberg) erfolgreich durch Deutschland.
Seit 2005 spielt Hassbeckers Sohn Daniel Hassbecker bei Silly das zweite Keyboard und das Cello.
Im Mai 2006 wurde Hassbecker zum vierten Mal Vater.
Im Dezember 2006 trat er in Seelze bei Hannover erstmals zusammen mit seinem Halbbruder Björn Casapietra im Rahmen von dessen Tournee Serenata d’Amore – Lieder der Sehnsucht auf. Die meisten gemeinsamen Lieder begleitete Hassbecker mit einer klassischen Konzertgitarre. Weitere gemeinsame Konzerte folgten. Hassbecker spielte auch auf Casapietras neuem Album Verführung einige Songs mit ein und begleitet ihn bei vielen Konzerten seiner aktuellen Tour.
Zusammen mit Anna Loos und Silly bestritt er seit 2006 viele Konzerte, unter anderem bei der Elektroakustik-Tour und zusammen mit dem Filmorchester Babelsberg, den Puhdys, Karat und vielen anderen bei der Ostrock-in-Klassik-Tour.
Gemeinsam mit Silly lieferte Uwe Hassbecker 2008 die Musik für den Kinofilm Der Mond und andere Liebhaber von Bernd Böhlich, mit Katharina Thalbach in der Hauptrolle, in dem er auch einen Auftritt in einer Nebenrolle hat. Außerdem war er als Gitarrensolist und musikalischer Gast bei der Abschiedstournee von Eiskunstlaufstar Katarina Witt dabei und veröffentlichte im März 2010 mit Silly das neue Album Alles rot, an dem er auch maßgeblich als Komponist und Produzent mitwirkte. Das Album stieg kurz nach Veröffentlichung von 0 auf Platz 3 der deutschen Albumcharts ein und erreichte kurze Zeit später bereits Goldstatus.
2024 war er an den Neuaufnahme des Gundermann-und-Seilschafts-Albums Der 7te Samurai namens Samurai 30/7 beteiligt.